# Звонимир Бобан
Звонимир Бобан (Имотски, 8. октобар 1968) бивши је југословенски и хрватски фудбалер. Играо је на позицији везног играча.
Постао је познат 13. маја 1990. као један од актера нереда пред утакмицу Динамо — Црвена звезда, када је спречавао службено лице у обављању дужности због чега је био кажњен, али је после наставио да игра за југословенску репрезентацију.

## Клупска каријера
Бобан је почео каријеру у Динаму из Загреба. Познат је и по томе што је на чувеној утакмици против Црвене звезде дана 13. маја 1990. године напао полицајца, који је интервенисао због нереда који су се десили на самој утакмици. То га је коштало неиграња на Светском првенству 1990. у Италији. Али је доцније Бобан наставио да игра за југословенску репрезентацију.
ФК Милан га је купио 1991, и одмах је отишао на позајмицу у Бари. После једне сезоне враћа се у Милан и бележи значајне успехе са овом екипом. Помогао је при освајању Лиге шампиона 1994, и другог места 1995. године. Освојио је четири шампионске титуле. Године 2001. позајмљен је Селти из Вига, где је одиграо свега четири утакмице. Незадовољан што је на клупи повукао се из фудбала октобра 2001. године, раније него што је то намеравао да уради.
Занимљиво је и то да није прошао захтеве Хајдукових скаута — није им као играч пуно обећавао и „имао је претанке ноге“.

## Репрезентација
Бобан је био један од кључних играча када је Југославија освојила Светско првенство за младе 1987. године у Чилеу. За сениорску репрезентацију Југославије одиграо је седам мечева и постигао један гол.
За Хрватску је дебитовао 1990. године на утакмици против Румуније, а последњу утакмицу је одиграо против Француске 1999. године.

### Светско првенство 1998.
Бобан је био део репрезентације која је освојила треће место на СП 1998. у Француској. Био је капитен екипе, као и на Европском првенству 1996. Направио је грешку дозволивши да Французи изједначе резултат, након само једног минута од вођства. Француска је победила са 2:1 на крају и прошла у финале, а касније и освојила првенство.

## Мит и демитологизација
Звонимир Бобан је постао митска личност у хрватскоме јавном мњењу после напада на милицајца приликом нереда хулигана пред чувену утакмицу Динамо Загреб — Црвена звезда 13. маја 1990. године. Навијачи Динама су се сукобили с полицијом, а Бобан је шутнуо полицајца у жељи да ослободи навијача Динама. Постоји мит да је тада заправо почео рат у Југославији, а да је Бобан символ отпора Хрвата од стране државе Југославије, која је оличена у нападнутом полицајцу.
Он доиста јесте био кажњен од југословенскога савеза, прво девет месеци, после смањено на четири. Међутим, он је после те казне наставио да игра за репрезентацију Југославије и држава СФРЈ му више није сметала. Бобан је наступао за СФРЈ и после званичнога почетка Рата у Хрватској (после „Крвавога Васкрса”). Исто тако, када је одиграна „повијесна утакмица” између Хрватске и САД, прва утакмица Хрватске репрезентације у историји, Бобан је наступао за млади тим СФРЈ против Русије.
У јануару 2011. године овај инцидент је изабран од стране CNN-а као једна од пет утакмица које су промениле свет.